# Liste der Alben in den Billboard-Charts (1953)
Die Liste der Billboard-Alben (1953) ist eine vollständige Liste der Alben, die sich im Kalenderjahr 1953 platzieren konnten. Die über das Jahr ermittelten Top 10 setzten sich aus den Verkaufszahlen von 1.400 Vertriebsläden im Gesamtgebiet der Vereinigten Staaten zusammen. In diesem Jahr platzierten sich insgesamt 41 Alben. Mit diesem Jahrgang wurden die Albumcharts letztmals nach Abspielgeschwindigkeiten in 33 ⅓ und 45 min−1 aufgeteilt.
Mit der Ausgabe vom 29. August 1953 wurden die Billboard-Albumcharts bis Ende Dezember 1953 eingestellt und durch wöchentlich wechselnde Erhebungen der führenden Plattenlabels Capitol Records, Columbia Records, Decca Records und RCA Records ersetzt.

## Tabelle
| Interpret                                                                                             | Titel | Charteinstieg       | Wochen | BP | Genre Stil                                                            | Info |
| --- | --- | ------------------- | ------ | -- | --------------------------------------------------------------------- | --- |
| Isabel Bigley, Bill Hayes, Joan McCracken & the Original Cast                                         | Me and Juliet RCA Victor LOC-1012 | 04.07.1953 (33 1/3) | 8      | 2  | Stage & Screen Musical                                                | Original-Aufnahme des Broadway-Musicals Me and Juliet (1953) von Richard Rodgers und Oscar Hammerstein II. |
| Isabel Bigley, Bill Hayes, Joan McCracken & the Original Cast                                         | Me and Juliet RCA Victor LOC-1012 | 11.07.1953 (45)     | 7      | 3  | Stage & Screen Musical                                                | Original-Aufnahme des Broadway-Musicals Me and Juliet (1953) von Richard Rodgers und Oscar Hammerstein II. |
| Frankie Carle at the Piano with Rhythm                                                                | Frankie Carle Plays Honky Tonk Piano RCA Victor WP-327                                                                               | 10.01.1953 (45)     | 4      | 8  | Jazz Ragtime, Honky Tonk                                              | |
| Rosemary Clooney with Harry James & his Orchestra                                                     | Hollywood's Best - Eight Academy Award-Winning Songs Columbia CL-6224                                                                | 03.01.1953 (33 1/3) | 5      | 3  | Jazz, Pop, Stage & Screen Vocal, Big Band                             | Enthält unter anderem Versionen von It Might as Well Be Spring aus Jahrmarkt der Liebe (1945), Over the Rainbow aus Der Zauberer von Oz (1939) und When You Wish upon a Star aus Pinocchio (1940).                                                        |
| Rosemary Clooney with Harry James & his Orchestra                                                     | Hollywood's Best - Eight Academy Award-Winning Songs Columbia CL-6224                                                                | 27.12.1952 (45)     | 5      | 7  | Jazz, Pop, Stage & Screen Vocal, Big Band                             | Enthält unter anderem Versionen von It Might as Well Be Spring aus Jahrmarkt der Liebe (1945), Over the Rainbow aus Der Zauberer von Oz (1939) und When You Wish upon a Star aus Pinocchio (1940).                                                        |
| Bing Crosby                                                                                           | Merry Christmas Decca DL-5019 | 27.12.1952 (33 1/3) | 2      | 2  | Jazz, Pop Vocal                                                       | |
| Bing Crosby                                                                                           | Merry Christmas Decca DL-5019 | 27.12.1952 (45)     | 2      | 3  | Jazz, Pop Vocal                                                       | |
| Doris Day with the Norman Luboff Choir & Paul Weston & his Orchestra                                  | By the Light of the Silvery Moon Columbia CL-6248                                                                                    | 02.05.1953 (33 1/3) | 14     | 4  | Pop, Stage & Screen Musical, Vocal, Soundtrack                        | Soundtrack zu der Warner-Bros.-Verfilmung Heiratet Marjorie? (1953) von David Butler nach dem Roman Penrod von Booth Tarkington. |
| Doris Day with the Norman Luboff Choir & Paul Weston & his Orchestra                                  | By the Light of the Silvery Moon Columbia CL-6248                                                                                    | 02.05.1953 (45)     | 16     | 3  | Pop, Stage & Screen Musical, Vocal, Soundtrack                        | Soundtrack zu der Warner-Bros.-Verfilmung Heiratet Marjorie? (1953) von David Butler nach dem Roman Penrod von Booth Tarkington. |
| Percy Faith & his Orchestra                                                                           | Music from Hollywood Columbia CL-6255                                                                                                | 25.07.1953 (33 1/3) | 5      | 2  | Pop                                                                   | |
| Percy Faith & his Orchestra                                                                           | Music from Hollywood Columbia CL-6255                                                                                                | 01.08.1953 (45)     | 4      | 6  | Pop                                                                   | |
| Eddie Fisher with Hugo Winterhalter & his Orchestra & Chorus                                          | Christmas with Eddie Fisher RCA Victor LPM-3065                                                                                      | 27.12.1952 (33 1/3) | 1      | 5  | Pop Vocal                                                             | |
| Eddie Fisher with Hugo Winterhalter & his Orchestra & Chorus                                          | Christmas with Eddie Fisher RCA Victor LPM-3065                                                                                      | 03.01.1953 (45)     | 2      | 1  | Pop Vocal                                                             | |
| Eddie Fisher with Hugo Winterhalter & his Orchestra & Chorus                                          | Eddie Fisher Sings RCA Victor WP-3025                                                                                                | 10.01.1953 (45)     | 2      | 10 | Pop Vocal                                                             | |
| Eddie Fisher with Hugo Winterhalter & his Orchestra & Chorus                                          | I'm in the Mood for Love RCA Victor LPM-3058                                                                                         | 27.12.1952 (33 1/3) | 8      | 3  | Pop Vocal, Choral, Easy Listening                                     | |
| Eddie Fisher with Hugo Winterhalter & his Orchestra & Chorus                                          | I'm in the Mood for Love RCA Victor LPM-3058                                                                                         | 27.12.1952 (45)     | 15     | 1  | Pop Vocal, Choral, Easy Listening                                     | |
| The Four Aces feat. Al Alberts                                                                        | The Four Aces Decca DL-5429 | 31.01.1953 (33 1/3) | 2      | 10 | Pop, Folk, World & Country Vocal                                      | |
| The Four Aces feat. Al Alberts                                                                        | The Four Aces Decca DL-5429 | 27.12.1952 (45)     | 10     | 5  | Pop, Folk, World & Country Vocal                                      | |
| Jane Froman with George Greeley & his Orchestra                                                       | With a Song in My Heart Capitol L-309                                                                                                | 27.12.1952 (33 1/3) | 3      | 7  | Pop, Stage & Screen Soundtrack, Vocal                                 | Soundtrack zu der 20th-Century-Fox-Verfilmung Mit einem Lied im Herzen (1952) von Walter Lang, die auf der Biografie von Jane Froman basiert. Die Musik von Alfred Newman wurde 1953 in der Sparte Beste Filmmusik (Musical) mit dem Oscar ausgezeichnet. |
| Jane Froman with George Greeley & his Orchestra                                                       | With a Song in My Heart Capitol L-309                                                                                                | 27.12.1952 (45)     | 7      | 2  | Pop, Stage & Screen Soundtrack, Vocal                                 | Soundtrack zu der 20th-Century-Fox-Verfilmung Mit einem Lied im Herzen (1952) von Walter Lang, die auf der Biografie von Jane Froman basiert. Die Musik von Alfred Newman wurde 1953 in der Sparte Beste Filmmusik (Musical) mit dem Oscar ausgezeichnet. |
| Jackie Gleason & his Orchestra with Bobby Hackett at the Trumpet                                      | Lover's Rhapsody Capitol H-366 | 11.07.1953 (33 1/3) | 3      | 9  | Jazz Space-Age, Easy Listening                                        | |
| Jackie Gleason & his Orchestra with Bobby Hackett at the Trumpet                                      | Lover's Rhapsody Capitol H-366 | 27.12.1952 (45)     | 5      | 7  | Jazz Space-Age, Easy Listening                                        | |
| Jackie Gleason & his Orchestra with Bobby Hackett at the Trumpet                                      | Music for Lovers Only Capitol H-352                                                                                                  | 17.01.1953 (33 1/3) | 32     | 1  | Jazz Easy Listening                                                   | |
| Jackie Gleason & his Orchestra with Bobby Hackett at the Trumpet                                      | Music for Lovers Only Capitol H-352                                                                                                  | 21.02.1953 (45)     | 27     | 1  | Jazz Easy Listening                                                   | |
| Arthur Godfrey & his Friends with Archie Bleyer & his Orchestra & Chorus                              | Arthur Godfrey's TV Calendar Show Columbia CL-521                                                                                    | 28.03.1953 (33 1/3) | 15     | 2  | Pop, Stage & Screen Soundtrack                                        | |
| Arthur Godfrey & his Friends with Archie Bleyer & his Orchestra & Chorus                              | Arthur Godfrey's TV Calendar Show Columbia CL-521                                                                                    | 28.03.1953 (45)     | 15     | 1  | Pop, Stage & Screen Soundtrack                                        | |
| Benny Goodman & his Orchestra, Trio & Quartet                                                         | 1937/38 Jazz Concert No. 2 Columbia SL-180                                                                                           | 27.12.1952 (33 1/3) | 16     | 1  | Jazz Big Band                                                         | |
| Benny Goodman & his Orchestra, Trio & Quartet                                                         | 1937/38 Jazz Concert No. 2 Columbia SL-180                                                                                           | 10.01.1953 (45)     | 7      | 4  | Jazz Big Band                                                         | |
| Kathryn Grayson, Ava Gardner & Howard Keel with the MGM Studio Orchestra                              | Selections from the MGM Technicolor Film "Show Boat" MGM E-559                                                                       | 10.01.1953 (33 1/3) | 2      | 8  | Stage & Screen Soundtrack, Musical                                    | Soundtrack zu der MGM-Verfilmung Mississippi-Melodie (1951) von George Sidney. Die Musik von Adolph Deutsch und Conrad Salinger erhielt 1952 eine Oscar-Nominierung in der Sparte Beste Filmmusik (Musical).                                              |
| Kathryn Grayson, Ava Gardner & Howard Keel with the MGM Studio Orchestra                              | Selections from the MGM Technicolor Film "Show Boat" MGM E-559                                                                       | 27.12.1952 (45)     | 9      | 7  | Stage & Screen Soundtrack, Musical                                    | Soundtrack zu der MGM-Verfilmung Mississippi-Melodie (1951) von George Sidney. Die Musik von Adolph Deutsch und Conrad Salinger erhielt 1952 eine Oscar-Nominierung in der Sparte Beste Filmmusik (Musical).                                              |
| Danny Kaye & Jane Wyman with Gordon Jenkins & his Orchestra & Chorus                                  | Danny Kaye Sings Selections from the Samuel Goldwyn Technicolor Production "Hans Christian Andersen" Decca DL-5433                   | 17.01.1953 (33 1/3) | 32     | 1  | Stage & Screen, Children’s, Folk, World & Country Soundtrack, Musical | Soundtrack zu der Samuel Goldwyn-Verfilmung Hans Christian Andersen und die Tänzerin (1952) von Charles Vidor. Die Musik von Walter Scharf erhielt 1953 eine Oscar-Nominierung in der Sparte Beste Filmmusik (Musical).                                   |
| Danny Kaye & Jane Wyman with Gordon Jenkins & his Orchestra & Chorus                                  | Danny Kaye Sings Selections from the Samuel Goldwyn Technicolor Production "Hans Christian Andersen" Decca DL-5433                   | 31.01.1953 (45)     | 30     | 1  | Stage & Screen, Children’s, Folk, World & Country Soundtrack, Musical | Soundtrack zu der Samuel Goldwyn-Verfilmung Hans Christian Andersen und die Tänzerin (1952) von Charles Vidor. Die Musik von Walter Scharf erhielt 1953 eine Oscar-Nominierung in der Sparte Beste Filmmusik (Musical).                                   |
| Gene Kelly & Georges Guétary with Johnny Green & The MGM Studio Orchestra                             | Selections from the MGM Technicolor Film "An American in Paris" MGM E-93                                                             | 10.01.1953 (33 1/3) | 3      | 8  | Jazz, Stage & Screen Easy Listening, Score, Soundtrack                | Soundtrack zu der MGM-Verfilmung Ein Amerikaner in Paris (1951) von Vincente Minnelli. Die Musik von Johnny Green und Saul Chaplin wurde 1952 in der Sparte Beste Filmmusik (Musical) mit dem Oscar ausgezeichnet.                                        |
| Gene Kelly & Georges Guétary with Johnny Green & The MGM Studio Orchestra                             | Selections from the MGM Technicolor Film "An American in Paris" MGM E-93                                                             | 14.02.1953 (45)     | 1      | 9  | Jazz, Stage & Screen Easy Listening, Score, Soundtrack                | Soundtrack zu der MGM-Verfilmung Ein Amerikaner in Paris (1951) von Vincente Minnelli. Die Musik von Johnny Green und Saul Chaplin wurde 1952 in der Sparte Beste Filmmusik (Musical) mit dem Oscar ausgezeichnet.                                        |
| Stan Kenton & his Orchestra                                                                           | New Concepts of Artistry in Rhythm Capitol H-383                                                                                     | 02.05.1953 (33 1/3) | 3      | 8  | Jazz Big Band                                                         | |
| Stan Kenton & his Orchestra                                                                           | New Concepts of Artistry in Rhythm Capitol H-383                                                                                     | 23.05.1953 (45)     | 5      | 8  | Jazz Big Band                                                         | |
| Eartha Kitt with Henri René & his Orchestra                                                           | RCA Victor Presents Eartha Kitt RCA Victor LPM-3062                                                                                  | 08.08.1953 (33 1/3) | 3      | 6  | Jazz, Pop Easy Listening, Big Band, Vocal                             | |
| Eartha Kitt with Henri René & his Orchestra                                                           | RCA Victor Presents Eartha Kitt RCA Victor LPM-3062                                                                                  | 01.08.1953 (45)     | 4      | 2  | Jazz, Pop Easy Listening, Big Band, Vocal                             | |
| Mario Lanza with Constantine Callinicos & the RCA Victor Orchestra                                    | Mario Lanza Sings from MGM's "Because You're Mine" RCA Victor LDM-7015                                                               | 27.12.1952 (33 1/3) | 12     | 2  | Classical Stage & Screen, Operetta, Soundtrack                        | Soundtrack zu der MGM-Verfilmung Mein Herz singt nur für Dich (1952) von Alexander Hall. Der Titelsong von Nikolaus Brodszky und Sammy Cahn erhielt 1953 eine Oscar-Nominierung in der Sparte Bester Filmsong.                                            |
| Mario Lanza with Constantine Callinicos & the RCA Victor Orchestra                                    | Mario Lanza Sings from MGM's "Because You're Mine" RCA Victor LDM-7015                                                               | 27.12.1952 (45)     | 9      | 2  | Classical Stage & Screen, Operetta, Soundtrack                        | Soundtrack zu der MGM-Verfilmung Mein Herz singt nur für Dich (1952) von Alexander Hall. Der Titelsong von Nikolaus Brodszky und Sammy Cahn erhielt 1953 eine Oscar-Nominierung in der Sparte Bester Filmsong.                                            |
| Mario Lanza with the Jeff Alexander Choir & Ray Sinatra & the RCA Victor Orchestra                    | Mario Lanza Sings Christmas Songs RCA Victor LM-155                                                                                  | 03.01.1953 (33 1/3) | 1      | 5  | Pop, Folk, World & Country Religious, Vocal                           | |
| Mario Lanza with the Jeff Alexander Choir & Ray Sinatra & the RCA Victor Orchestra                    | Mario Lanza Sings Christmas Songs RCA Victor LM-155                                                                                  | 27.12.1952 (45)     | 2      | 4  | Pop, Folk, World & Country Religious, Vocal                           | |
| Liberace                                                                                              | Liberace at the Piano Columbia CL-6217                                                                                               | 27.12.1952 (33 1/3) | 33     | 5  | Classical, Stage & Screen Musical                                     | |
| Liberace                                                                                              | Liberace at the Piano Columbia CL-6217                                                                                               | 27.12.1952 (45)     | 30     | 4  | Classical, Stage & Screen Musical                                     | |
| Liberace                                                                                              | Liberace by Candlelight Columbia CL-6251                                                                                             | 18.07.1953 (33 1/3) | 6      | 7  | Pop, Classical Instrumental, Easy Listening                           | |
| Liberace                                                                                              | Liberace by Candlelight Columbia CL-6251                                                                                             | 11.07.1953 (45)     | 7      | 3  | Pop, Classical Instrumental, Easy Listening                           | |
| Lilo, Peter Cookson, Hans Conried & the Original Broadway Cast                                        | Cole Porter's Can-Can Capitol S-452                                                                                                  | 11.07.1953 (33 1/3) | 7      | 3  | Stage & Screen Musical                                                | Original-Aufnahme des Broadway-Musicals Can-Can (1953) von Cole Porter. |
| Lilo, Peter Cookson, Hans Conried & the Original Broadway Cast                                        | Cole Porter's Can-Can Capitol S-452                                                                                                  | 18.07.1953 (45)     | 4      | 8  | Stage & Screen Musical                                                | Original-Aufnahme des Broadway-Musicals Can-Can (1953) von Cole Porter. |
| Mantovani & his Orchestra                                                                             | The Music of Victor Herbert London LL-746                                                                                            | 16.05.1953 (33 1/3) | 14     | 1  | Jazz, Pop Swing                                                       | |
| Mantovani & his Orchestra                                                                             | The Music of Victor Herbert London LL-746                                                                                            | 23.05.1953 (45)     | 11     | 4  | Jazz, Pop Swing                                                       | |
| Marion Marlowe & Frank Parker with Archie Bleyer & his Orchestra                                      | Sweethearts Columbia CL-6241 | 28.02.1953 (33 1/3) | 16     | 3  | Pop Ballad                                                            | |
| Marion Marlowe & Frank Parker with Archie Bleyer & his Orchestra                                      | Sweethearts Columbia CL-6241 | 28.02.1953 (45)     | 17     | 2  | Pop Ballad                                                            | |
| Mary Martin & Ezio Pinza with the Original Broadway Cast                                              | South Pacific Columbia ML-4180 | 27.12.1952 (33 1/3) | 8      | 3  | Stage & Screen Musical                                                | Original-Aufnahme des Broadway-Musicals South Pacific (1949) von Richard Rodgers und Oscar Hammerstein II. |
| Mary Martin & Ezio Pinza with the Original Broadway Cast                                              | South Pacific Columbia ML-4180 | 27.12.1952 (45)     | 1      | 9  | Stage & Screen Musical                                                | Original-Aufnahme des Broadway-Musicals South Pacific (1949) von Richard Rodgers und Oscar Hammerstein II. |
| Billy May & his Orchestra                                                                             | Bacchanalia! Capitol H-374 | 14.03.1953 (33 1/3) | 3      | 5  | Jazz Big Band, Swing, Easy Listening                                  | |
| Billy May & his Orchestra                                                                             | Bacchanalia! Capitol H-374 | 14.03.1953 (45)     | 8      | 5  | Jazz Big Band, Swing, Easy Listening                                  | |
| Billy May & his Orchestra                                                                             | Big Band Bash! Capitol L-329 | 28.02.1953 (33 1/3) | 1      | 9  | Jazz Big Band, Swing, Easy Listening                                  | |
| Billy May & his Orchestra                                                                             | Big Band Bash! Capitol L-329 | 14.03.1953 (45)     | 1      | 8  | Jazz Big Band, Swing, Easy Listening                                  | |
| The Melachrino Strings                                                                                | Music for Dining - Moods in Music RCA Victor LPM-1000                                                                                | 28.03.1953 (33 1/3) | 7      | 7  | Pop, Classical Romantic                                               | |
| The Melachrino Strings                                                                                | Music for Dining - Moods in Music RCA Victor LPM-1000                                                                                | 18.07.1953 (45)     | 3      | 8  | Pop, Classical Romantic                                               | |
| The Melachrino Strings                                                                                | Music for Reading - Moods in Music RCA Victor LPM-1002                                                                               | 01.08.1953 (33 1/3) | 2      | 10 | Pop, Classical Easy Listening, Light Music                            | |
| Ethel Merman feat. Dick Haymes, Eileen Wilson & Gordon Jenkins & his Orchestra & Chorus               | Songs from Call Me Madam Decca DL-5304                                                                                               | 25.04.1953 (33 1/3) | 13     | 4  | Stage & Screen Musical                                                | Aufnahmen aus dem Broadway-Musical Call Me Madam (1950) von Irving Berlin. |
| Ethel Merman feat. Dick Haymes, Eileen Wilson & Gordon Jenkins & his Orchestra & Chorus               | Songs from Call Me Madam Decca DL-5304                                                                                               | 25.04.1953 (45)     | 11     | 5  | Stage & Screen Musical                                                | Aufnahmen aus dem Broadway-Musical Call Me Madam (1950) von Irving Berlin. |
| Alfred Newman & the 20th Century-Fox Studio Orchestra                                                 | Stars and Stripes Forever - Recorded Directly from the Sound Track of the 20th Century-Fox Technicolor Musical MGM E-176 / MGM K-176 | 17.01.1953 (33 1/3) | 24     | 2  | Brass & Military, Stage & Screen Soundtrack                           | Soundtrack zu der 20th Century-Fox-Verfilmung Liebe, Pauken und Trompeten (1952) von Henry Koster. |
| Alfred Newman & the 20th Century-Fox Studio Orchestra                                                 | Stars and Stripes Forever - Recorded Directly from the Sound Track of the 20th Century-Fox Technicolor Musical MGM E-176 / MGM K-176 | 10.01.1953 (45)     | 25     | 1  | Brass & Military, Stage & Screen Soundtrack                           | Soundtrack zu der 20th Century-Fox-Verfilmung Liebe, Pauken und Trompeten (1952) von Henry Koster. |
| Les Paul & Mary Ford                                                                                  | Bye Bye Blues! Capitol H-356 | 27.12.1952 (33 1/3) | 16     | 2  | Jazz, Blues                                                           | |
| Les Paul & Mary Ford                                                                                  | Bye Bye Blues! Capitol H-356 | 03.01.1953 (45)     | 16     | 2  | Jazz, Blues                                                           | |
| Les Paul & Mary Ford                                                                                  | The Hit Makers! Capitol H-416 / Capitol EBF-416                                                                                      | 27.06.1953 (33 1/3) | 1      | 10 | Jazz, Rock, Pop Pop-Rock, Vocal, Swing                                | |
| Les Paul & Mary Ford                                                                                  | The Hit Makers! Capitol H-416 / Capitol EBF-416                                                                                      | 27.06.1953 (45)     | 1      | 10 | Jazz, Rock, Pop Pop-Rock, Vocal, Swing                                | |
| Jane Russell & Marilyn Monroe with Lionel Newman & his Orchestra                                      | Gentlemen Prefer Blondes - Recorded Directly from the Sound Track of the 20th Century-Fox Technicolor Musical MGM E-208 / MGM X-208  | 15.08.1953 (33 1/3) | 2      | 7  | Stage & Screen Soundtrack, Musical                                    | Soundtrack zu der 20th Century-Fox-Verfilmung Blondinen bevorzugt (1953) von Howard Hawks. |
| Jane Russell & Marilyn Monroe with Lionel Newman & his Orchestra                                      | Gentlemen Prefer Blondes - Recorded Directly from the Sound Track of the 20th Century-Fox Technicolor Musical MGM E-208 / MGM X-208  | 15.08.1953 (45)     | 2      | 5  | Stage & Screen Soundtrack, Musical                                    | Soundtrack zu der 20th Century-Fox-Verfilmung Blondinen bevorzugt (1953) von Howard Hawks. |
| Rosalind Russell & the Original Cast with Lehman Engel & his Orchestra & Chorus                       | Wonderful Town Decca A-937 / Decca DL-9010                                                                                           | 30.05.1953 (33 1/3) | 6      | 5  | Pop, Stage & Screen Musical, Vocal                                    | Original-Aufnahme des Broadway-Musicals Wonderful Town (1953) von Leonard Bernstein. |
| Kay Starr with Harold Mooney & his Orchestra                                                          | The Kay Starr Style Capitol H-363 / Capitol CBF-363                                                                                  | 14.02.1953 (33 1/3) | 16     | 3  | Jazz Easy Listening                                                   | |
| Kay Starr with Harold Mooney & his Orchestra                                                          | The Kay Starr Style Capitol H-363 / Capitol CBF-363                                                                                  | 21.02.1953 (45)     | 19     | 2  | Jazz Easy Listening                                                   | |
| Danny Thomas with Frank De Vol & his Orchestra                                                        | Song Hits from Warner Bros. New Production of "The Jazz Singer" RCA Victor LPM-3118 / RCA Victor EPB-3118                            | 04.04.1953 (33 1/3) | 5      | 10 | Jazz, Pop, Stage & Screen Musical                                     | Aufnahmen aus der Warner-Bros.-Verfilmung The Jazz Singer (1952) von Michael Curtiz. Der Soundtrack von Ray Heindorf und Max Steiner erhielt bei der Oscarverleihung 1953 eine Nominierung für die beste Filmmusik (Musical).                             |
| Danny Thomas with Frank De Vol & his Orchestra                                                        | Song Hits from Warner Bros. New Production of "The Jazz Singer" RCA Victor LPM-3118 / RCA Victor EPB-3118                            | 04.04.1953 (45)     | 4      | 7  | Jazz, Pop, Stage & Screen Musical                                     | Aufnahmen aus der Warner-Bros.-Verfilmung The Jazz Singer (1952) von Michael Curtiz. Der Soundtrack von Ray Heindorf und Max Steiner erhielt bei der Oscarverleihung 1953 eine Nominierung für die beste Filmmusik (Musical).                             |
| Lana Turner, Fernando Lamas & the Original Cast with Jay Blackton & the MGM Studio Orchestra & Chorus | The Merry Widow - Recorded Directly from the Sound Track of the MGM Technicolor Musical MGM E-157 / MGM K-157                        | 27.12.1952 (33 1/3) | 3      | 7  | Stage & Screen Musical, Soundtrack                                    | Soundtrack zu der MGM-Verfilmung Die lustige Witwe (1952) von Curtis Bernhardt nach der gleichnamigen Operette von Franz Lehár aus dem Jahr 1905. |
| Lana Turner, Fernando Lamas & the Original Cast with Jay Blackton & the MGM Studio Orchestra & Chorus | The Merry Widow - Recorded Directly from the Sound Track of the MGM Technicolor Musical MGM E-157 / MGM K-157                        | 17.01.1953 (45)     | 4      | 7  | Stage & Screen Musical, Soundtrack                                    | Soundtrack zu der MGM-Verfilmung Die lustige Witwe (1952) von Curtis Bernhardt nach der gleichnamigen Operette von Franz Lehár aus dem Jahr 1905. |